# Ranunculus carlittensis
Ranunculus carlittensis är en ranunkelväxtart som först beskrevs av fader Sennen, och fick sitt nu gällande namn av Hans Rudolph Jürke Grau. Ranunculus carlittensis ingår i släktet ranunkler, och familjen ranunkelväxter. Inga underarter finns listade i Catalogue of Life.